# 愛德華嶺
67°15′S 55°34′E / 67.250°S 55.567°E
愛德華嶺是南極洲的山嶺，位於恩德比地，處於雷納峰西北面24公里，根據澳大利亞探險隊的空中照片繪入地圖，現時由南極條約體系管理。